# Бренстат-Діденайм
Бренстат-Діденайм (фр. Brunstatt-Didenheim) — муніципалітет у Франції, у регіоні Гранд-Ест, департамент Верхній Рейн. Бренстат-Діденайм утворено 1 січня 2016 року шляхом злиття муніципалітетів Бренстат i Діденайм. Адміністративним центром муніципалітету є Брюнстат. Населення — 8172 особи (01.01.2021).